# 几部
几部（きぶ）は、漢字を部首により分類したグループの一つ。
康熙字典214部首では16番目に置かれる（2画の10番目）。

## 概要
几字は「つくえ」（古代においては座ってもたれかかるときに使うものなど小さなものを指す）の形に象る。
偏旁では意符として「つくえ」に関わることを示す。
几部は「几」を構成要素とする漢字を分類し、また「几」の形を筆画として持つ漢字「凡」「凰」なども分類している。また日本では国字で風に関係する「凧」「凪」「凩」などもここに分類する。
日本語では「きにょう」の呼称もあるが、実際に繞の位置に来る漢字は日常の範囲内には存在しない（Unicodeの拡張領域の日常ではまず用いられない漢字で「𠙍」・「𠙤」・「𠙣」・「𪞴」などがある程度である）。

## 部首の通称
- 日本：つくえ、きにょう、きがまえ、つくえにょう、つくえがまえ、かぜかんむり、かぜがまえ、かざがまえ
- 中国：几字頭
- 韓国：안석궤부（anseok gwe bu、案席の几部）
- 英米：Radical Table

## 部首字
几
- 中古漢語
  - 広韻 - 居履切、旨韻
  - 詩韻 - 紙韻、上声
- 三十六字母 - 見母
- 現代漢語
  - 普通話 - ピンイン：jī 注音：ㄐㄧ ウェード式：chi1
  - 広東語 - Jyutping:gei1
- 日本語 - 音：キ 訓：つくえ
- 朝鮮語 - 音：궤(gwe) / 訓：안석（anseok、案席（座ってもたれかかるもの））

大篆
小篆

## 例字
- 几
- 3:処（處→虍部5）、6:凭、10:凱、12:凳

風に関するもの
- 1:凡、9:凰
- （和製漢字）2:凧、4:凩・凪